# Arisaema silvestrii
Arisaema silvestrii är en kallaväxtart som beskrevs av Renato Pampanini. Arisaema silvestrii ingår i släktet Arisaema och familjen kallaväxter. Inga underarter finns listade.